# Circaeus borisjaki
Circaeus borisjaki is een keversoort uit de familie Circaeidae. De wetenschappelijke naam van de soort is voor het eerst geldig gepubliceerd in 1961 door Iablkov-Khnzorian.